# Tisamenus ranarius
Tisamenus ranarius är en insektsart som först beskrevs av John Obadiah Westwood 1859.  Tisamenus ranarius ingår i släktet Tisamenus och familjen Heteropterygidae. Inga underarter finns listade i Catalogue of Life.